# Exomalopsis vincentana
Exomalopsis vincentana är en biart som beskrevs av Cockerell 1917. Exomalopsis vincentana ingår i släktet Exomalopsis och familjen långtungebin. Inga underarter finns listade i Catalogue of Life.